# Alien (série de films)

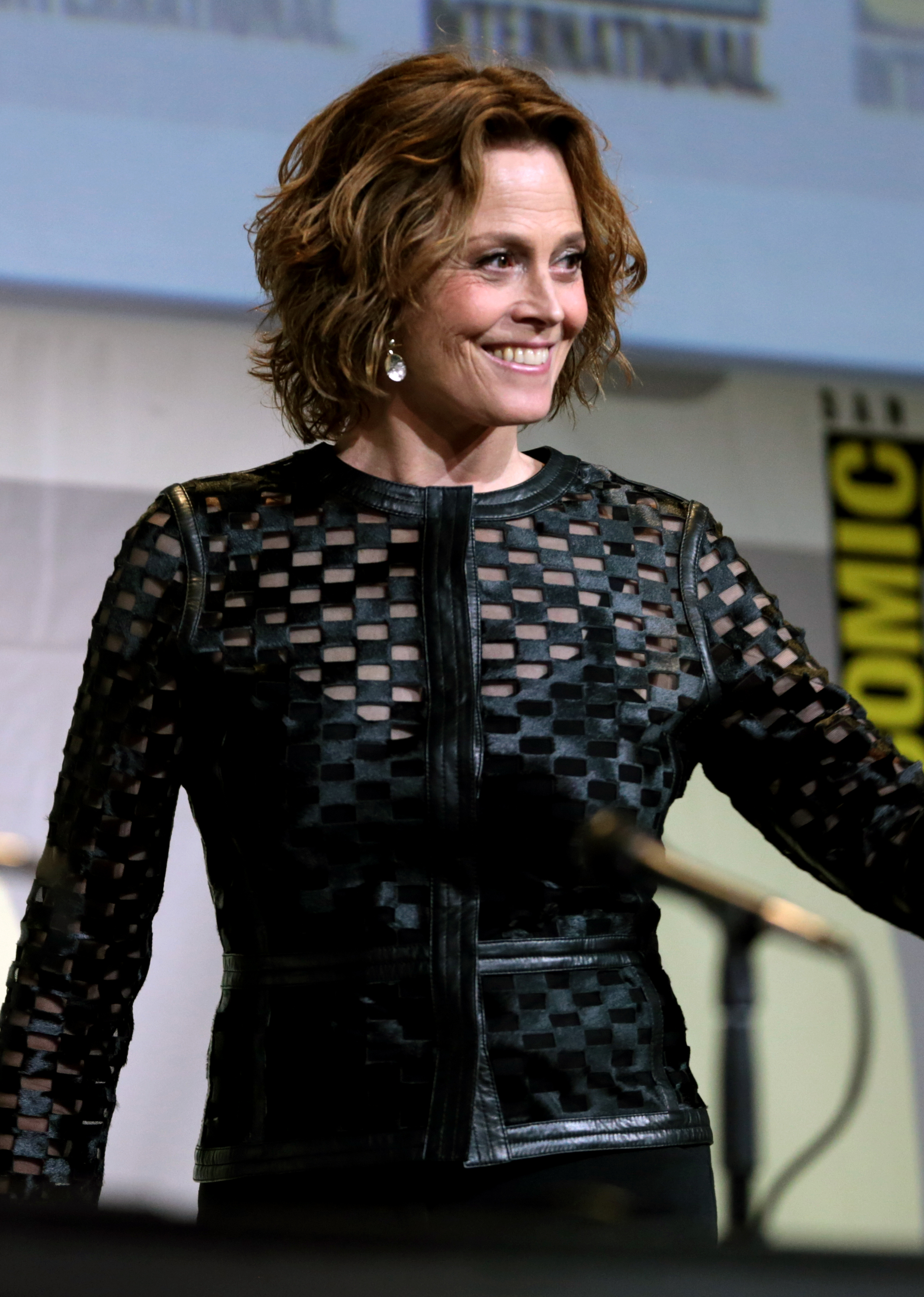
L'actrice Sigourney Weaver, interprète de Ellen Ripley, au Comic-Con de San Diego 2016, pour le de Aliens, le retour.

Pour les articles homonymes, voir Alien.
 Pour plus de détails, voir Fiche technique et Distribution
Alien /ˈeɪliən/ est une série de films de science-fiction américano-britanniques constituée de sept films. L'univers d'Alien, imaginé et créé par le plasticien, graphiste, illustrateur, sculpteur et designer suisse, Hans Ruedi Giger, a également croisé celui de Predator, notamment pour les films Aliens vs. Predator et Aliens vs. Predator: Requiem.

## Films
| Sortie | Titre                       | Réalisateur        | Actrice principale  | Date dans l'univers d'Alien |
| ------ | --------------------------- | ------------------ | ------------------- | --------------------------- |
| 1979   | Alien, le huitième passager | Ridley Scott       | Sigourney Weaver    | 2122                        |
| 1986   | Aliens, le retour           | James Cameron      | Sigourney Weaver    | 2179                        |
| 1992   | Alien 3                     | David Fincher      | Sigourney Weaver    | 2179                        |
| 1997   | Alien, la résurrection      | Jean-Pierre Jeunet | Sigourney Weaver    | 2379                        |
| 2012   | Prometheus                  | Ridley Scott       | Noomi Rapace        | 2093                        |
| 2017   | Alien: Covenant             | Ridley Scott       | Katherine Waterston | 2104                        |
| 2024   | Alien: Romulus              | Fede Álvarez       | Cailee Spaeny       | 2142                        |

## Synopsis
Alien, le huitième passager
Le cargo spatial Nostromo rentre sur Terre après une mission commerciale de routine. L'équipage composé de cinq hommes et deux femmes est plongé en hibernation, depuis dix mois. Ils sont tirés de leur léthargie plus tôt que prévu par l'ordinateur de bord du vaisseau,. Ce dernier a en effet capté des signaux sonores dans l'espace, et, du fait d'une clause attenante à leur contrat de navigation, l'équipage du vaisseau est tenu de vérifier tout indice de vie extraterrestre.
Au cours de cette vérification sur une planète désertique, LV-426, l'officier Kane est attaqué par une forme de vie inconnue, une sorte de créature arachnide qui recouvre son visage en l'étouffant avec sa queue. Après avoir été délivré de la créature étrangère qui semble être morte, l'équipage retrouve le sourire et fait un dernier repas tous ensemble avant de se rendormir. Mais, lors du dîner, Kane est pris de convulsions et voit soudainement son abdomen perforé par une créature qui sort de son corps, s'échappe dans les coursives du vaisseau et tue tout l’équipage à l’exception de Ripley qui réussit à s’échapper.
Aliens, le retour
Ellen Ripley, unique survivante du cargo spatial Nostromo, dérive dans l'espace à bord d'une navette de sauvetage, endormie en biostase. Sa navette est finalement retrouvée en 2179, soit cinquante-sept ans plus tard et rapatriée sur la station spatiale Gateway, en orbite autour de la Terre. Après sa convalescence, Ripley est convoquée par son ancien employeur, la compagnie Weyland-Yutani qui lui demande de justifier la perte de l'équipage et du vaisseau Nostromo dont elle avait la charge. Son récit est mis en doute par la compagnie. Quelque temps après, Ripley est contactée par Carter Burke, l'avocat de la compagnie, accompagné du lieutenant Gorman des Marines coloniaux. Il s'avère que la liaison avec LV-426 a été mystérieusement interrompue et la compagnie souhaite envoyer sur place une unité de Marines pour enquêter. Burke propose à Ripley de les accompagner en tant que consultante. Traumatisée par sa précédente expérience, celle-ci refuse tout d'abord, malgré le fait que Burke lui garantit sa réintégration en tant que commandant de bord.
Alien 3
2179. Ellen Ripley et ses compagnons rescapés (la jeune Newt, le caporal Hicks et l'androïde Bishop) dorment en biostase à bord de l'USS Sulaco. Le vaisseau spatial retourne vers la Terre après les évènements sur LV-426. Mais un facehugger est présent à bord et brise l'une des capsules de stase où ils dorment. Son sang acide provoque un incendie. L’ordinateur de bord du Sulaco éjecte alors les cryotubes des quatre passagers dans une unité de sauvetage (EEV). La capsule EEV s'écrase peu après sur Fiorina « Fury » 161, une planète-prison où se trouve une colonie minière pénitentiaire, composée uniquement d'hommes.
Alien, la résurrection
En 2379, 200 ans après le suicide d'Ellen Ripley, des scientifiques parviennent à recréer un clone à partir d'échantillons de son sang collectés avant sa mort. Après que la reine alien a été extraite du ventre de Ripley et placée en captivité, le clone de Ripley est maintenu en vie sur le vaisseau spatial USM Auriga pour complément d'étude. Son ADN s'étant mélangé avec celui de l'alien pendant le processus de clonage, la « nouvelle » Ripley développe une force accrue et des réflexes surhumains, du sang acidifié et un lien empathique avec les aliens.
Prometheus
En 2089, l'archéologue Elizabeth Shaw et son compagnon Charlie Holloway découvrent, sur l'île de Skye en Écosse, une peinture préhistorique figurant un humanoïde désignant six étoiles, peinture quasi identique à des représentations picturales découvertes chez d'autres civilisations datant d'autres époques. En 2093, une expédition scientifique est organisée par la société Weyland. Celle-ci envoie le vaisseau Prometheus jusqu'à une lune lointaine appelée LV-223 et censée être l'endroit indiqué sur les images. Le voyage dure deux ans pendant lesquels l'androïde David 8 surveille le vaisseau alors que l'équipage est en biostase. Shaw et Holloway expliquent le but du voyage à l'équipage : explorer une planète probablement peuplée d'extraterrestres qu'ils nomment les « Ingénieurs », qui seraient responsables de la création de l'humanité. Le vaisseau se pose près d'un immense dôme artificiel, et plusieurs membres de l'équipage explorent l'intérieur du bâtiment. Ils y trouvent le corps décapité d'un « Ingénieur », mort deux mille ans plus tôt, et une grande salle parsemée d'urnes et ressemblant à un temple. Une statue monumentale y représente une tête d'humanoïde, et des fresques étranges figurent notamment des xénomorphes.
Alien: Covenant
Des années plus tard, en 2104, l'USCSS Covenant est un vaisseau spatial de la société Weyland-Yutani. À son bord, un équipage d'une quinzaine de membres (dont un androïde bâti sur le même modèle que David, Walter) qui transporte plus de 2 000 colons en hibernation et 1 140 embryons humains. Le vaisseau vole vers Origae-6, une planète habitable, afin d'y implanter une colonie. Après une éruption stellaire voisine, une importante avarie tue plusieurs personnes, dont le capitaine Jacob Branson. En réparant leur vaisseau, l'équipage reçoit un message mystérieux provenant d'une planète inconnue. Cette planète, plus proche que la destination initiale du Covenant, présente aussi des conditions plus propices à l'installation d'une colonie. Contre l'avis du premier officier et veuve de Branson, Daniels, le capitaine en second, Oram, décide de changer le plan de route du Covenant et d'aller enquêter sur cette nouvelle planète.
Alien: Romulus
En 2142, un vaisseau automatisé appartenant à la compagnie Weyland-Yutani récupère un cocon dérivant dans l'espace au milieu des débris du vaisseau Nostromo. Ce morceau est ramené sur la station Renaissance et ouvert.
Plus tard, un groupe d'adolescents voulant échapper à leur condition misérable sur la colonie minière Jackson's Star veulent récupérer et utiliser les chambres de stase de la station Renaissance apparemment abandonnée pour hiberner le temps d'arriver vers la planète Yvaga où ils pourraient enfin vivre convenablement. Ils vont devoir pour cela affronter les xénomorphes.

## Histoire dans l'ordre chronologique

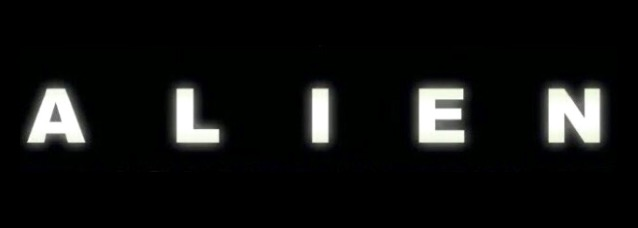
logo de la franchise

### 2089-2093 (Prometheus)

#### 2089
L'archéologue Elizabeth Shaw et son compagnon Charlie Holloway découvrent, sur l'île de Skye en Écosse, une peinture préhistorique figurant un humanoïde désignant six étoiles, peinture quasi identique à des représentations picturales découvertes chez d'autres civilisations datant d'autres époques.

#### 2091-2093
Une expédition scientifique est organisée par la société Weyland, qui envoie dix-sept membres à bord du vaisseau Prometheus, jusqu'à une planète lointaine appelée LV-223, censée être l'endroit indiqué sur les images. Arrivés à destination l'androïde David infecte Charlie Holloway avec une mystérieuse substance noire trouvée dans un immense dôme artificiel, où se trouve le corps décapité d'un Ingénieur (un alien géant ayant un ADN humain), mort deux mille ans plus tôt. Après avoir couché avec lui, sa compagne Elizabeth Shaw découvre qu'elle est « enceinte » d'un alien. Elle parvient à l'extraire et sera la seule survivante de la mission, avec l'androïde David très mal en point. Le 1er janvier 2094, ils s'enfuient de la planète à bord d'un vaisseau appartenant aux Ingénieurs et décident de se rendre sur la planète de ces mêmes Ingénieurs.

### 2104 (Alien: Covenant)
L'USCSS Covenant est un vaisseau spatial de la société Weyland-Yutani, avec à son bord un équipage d'une quinzaine de membres et plus de 2 000 colons en hibernation et 1 000 embryons humains. Le vaisseau vole vers Origae-6, une planète habitable, pour y implanter une colonie.
En chemin vers Origae, l'équipage du Covenant s'arrête sur une planète mystérieuse qui semble propice à la colonisation. Ils y retrouvent dans une nécropole d'Ingénieurs l'androïde David, seul survivant de l'équipage du Prometheus, et y découvrent le corps d'Elizabeth Shaw. Le robot explique qu'il s’était mis à étudier seul les différentes mutations du pathogène tout en développant un certain mépris pour les humains et une fascination pour les créatures extraterrestres.
Daniels Branson, officier de terraformation du Covenant, comprend que Shaw n'est pas morte à la suite de l'accident du vaisseau, comme le prétend David, mais qu'elle a servi de cobaye à ses sinistres expériences. Elle est disséquée par David. L'androïde Walter, qui désapprouve les méthodes de son modèle, découvre cela et est attaqué par celui-ci. Walter se retrouvera dans la navette de retour après une ultime bagarre.
Atteint par les spores de la planète ou attaqué par des Xénomorphes, l'équipage est décimé. Finalement Walter aide Daniels et Tennessee, les deux derniers humains rescapés de l'équipage, à se mettre en hyper-sommeil sur le Covenant. Au moment où elle retourne dans son caisson, Daniels réalise avec horreur que David a usurpé l'identité de son jumeau et est précipitamment plongée en hibernation avant d'avoir pu tenter quoi que ce soit. Ayant pris les commandes du vaisseau, David régurgite deux embryons de facehuggers qu'il conservait en lui, puis les range dans la chambre froide contenant les embryons humains, et s'apprête à poursuivre ses expériences. Il émet un rapport radio annonçant que le Covenant a subi une violente éruption stellaire, qu'il n'y a plus que deux membres d'équipage survivants, que l'ensemble des colons sont sains et saufs et que le vaisseau continue vers sa destination programmée. Il masque ainsi tous les événements qui viennent d'avoir lieu et ses sombres intentions.

### 2120 (Alien: Earth, série TV)
En 2120, un mystérieux vaisseau spatial s'écrase sur Terre. L'équipage, constituée d'une jeune femme et d'un groupe hétéroclite de soldats, va faire une découverte fatidique. Ils seront confrontés à la plus grande menace de la planète.

### 2122 (Alien, le huitième passager)
Le cargo interstellaire Nostromo retourne vers la Terre. L'ordinateur de bord — appelé « Maman » — interrompt le trajet et réveille les sept membres de l'équipage maintenus en biostase, le capitaine Dallas, son second Kane, le lieutenant Ellen L. Ripley, la navigatrice J. M. Lambert, l'officier scientifique Ash, l'ingénieur J. T. Parker et le technicien S. E. Brett. Ils apprennent qu'un signal radio d'origine inconnue a été capté à mi-chemin, émis depuis un planétoïde du système binaire Zeta Reticuli. Leurs contrats stipulant qu'ils sont tenus d'enquêter sur toute possibilité de vie extraterrestre, ils décrochent la remorque du vaisseau et se rendent sur la petite planète LV-426. Kane est victime d'un parasite sorti d'un œuf qui se fixe à son visage. Il meurt quelques heures plus tard en libérant un xénomorphe qui décime quasiment tout l'équipage. Ripley ne parvient à s'en sortir qu'après avoir enclenché l'autodestruction du vaisseau et éjecté la créature dans l'espace. Elle finit en biostase avec son chat, à la dérive dans le vide spatial.

### 2142 (Alien: Romulus)
Vingt ans après les événements sur le vaisseau Nostromo, un groupe de jeunes colons de l'espace se retrouve face-à-face avec la forme de vie la plus terrifiante de l'univers alors qu'ils fouillent les profondeurs d'une station spatiale abandonnée, Romulus.

### 2179 (Aliens, le retouretAlien 3)

#### FilmAliens, le retour
Toujours en biostase, la navette de Ripley a dérivé durant 57 ans avant d'être retrouvée. Ripley est rapatriée sur la station orbitale Gateway. Rendue fautive de la destruction du Nostromo, Ripley est contrainte par la compagnie Weyland-Yutani à une nouvelle mission pour retrouver sa licence. À bord de l’USS Sulaco, elle se rend alors comme conseillère sur la planète LV-426 avec des marines armés jusqu'aux dents. Elle y fera notamment la connaissance de Newt, une jeune orpheline, et du caporal Dwayne Hicks. Ils seront les seuls survivants du nouveau massacre perpétré par les aliens mis au monde par la reine Xénomorphe. Après avoir fait exploser la colonie, ils fuient dans une navette pilotée par l'androïde Bishop. Ripley combat sur l’USS Sulaco la reine qui s'est agrippée à la navette. Elle l’expulse dans l'espace. Les rescapés se mettent en biostase sur l’USS Sulaco avant le voyage de retour.

#### FilmAlien 3
Durant son voyage vers la Terre, le Sulaco connaît une avarie et une capsule de sauvetage automatique s'écrase sur Fiorina-16, une ancienne planète-prison de la compagnie Weyland-Yutani. Durant le crash, Hicks et Newt sont tués dans leur sommeil. Ripley, seule survivante, doit alors coexister avec les repris de justice masculins qui peuplent les lieux. La compagnie donne l'ordre au dirigeant des lieux, Harold Andrews, de protéger Ripley jusqu'à l'arrivée d'une navette de secours. Après avoir affronté et détruit l'alien, Ripley comprend qu'elle a un alien dans son propre corps et qu'il s'agit d'une reine. Les secours sont menés par Michael Weyland, parfait sosie de l'androïde Bishop, en fait son créateur. L'homme tente de convaincre Ripley de se faire extraire son embryon par chirurgie mais elle refuse, méfiante de ses intentions. Elle se suicide en se jetant dans du métal en fusion, pour empêcher la compagnie d'utiliser l'alien qu'elle allait « mettre au monde ».

### 2379 (Alien, la résurrection)
200 ans après son suicide, des scientifiques parviennent après plusieurs tentatives à cloner Ripley d'après un échantillon de sang collecté sur Fiorina-16. Ils en extraient une Reine alien. Pour l'intérêt scientifique, le 8e clone d'Ellen Ripley est conservé et peu à peu éduqué, sur le vaisseau Auriga. Les scientifiques perdent le contrôle des aliens qui massacrent la majeure partie de l'équipage.
Ripley chutant dans le nid des aliens, est amenée devant la reine et assiste à la naissance du « newborn », un hybride humain/alien et hideux mélange des traits des deux espèces. Celui-ci ne naît désormais plus dans un œuf, mais via un utérus que Ripley a transmis à la reine grâce à son ADN. Le newborn reconnaît d'ailleurs Ripley comme sa mère et tue rapidement la reine alien.
Parvenant à rallier le vaisseau Betty avec l'androïde Call et les mercenaires Vriess et Johner pour retourner sur terre, Ripley est suivie par l'hybride. Elle utilise alors son propre sang pour creuser un trou dans un hublot, ce qui projette la créature dans le vide spatial. Le Betty parvient finalement à rentrer sur Terre, tandis que l’Auriga explose.

## Fiche technique
| Équipe                 | Films                              | Films                            | Films                            | Films                            | Préquelles                       | Préquelles                       | Autre                            |
| ---------------------- | ---------------------------------- | -------------------------------- | -------------------------------- | -------------------------------- | -------------------------------- | -------------------------------- | -------------------------------- |
| Équipe                 | Alien, le huitième passager (1979) | Aliens, le retour (1986)         | Alien 3 (1992)                   | Alien, la résurrection (1997)    | Prometheus (2012)                | Alien: Covenant (2017)           | Alien: Romulus (2024)            |
| Titre original         | Alien                              | Aliens                           | Alien3                           | Alien: Resurrection              | Prometheus                       | Alien: Covenant                  | Alien: Romulus                   |
| Réalisateurs           | Ridley Scott                       | James Cameron                    | David Fincher                    | Jean-Pierre Jeunet               | Ridley Scott                     | Ridley Scott                     | Fede Álvarez                     |
| Scénaristes            | Dan O'Bannon                       | James Cameron                    | Larry Ferguson                   | Joss Whedon                      | Jon Spaihts                      | Michael Green                    | Fede Álvarez                     |
| Scénaristes            | Ronald Shusett (histoire)          | David Giler                      | David Giler                      |                                  | Damon Lindelof                   | Jack Paglen                      | Rodo Sayagues                    |
| Scénaristes            |                                    | Walter Hill                      | Walter Hill                      |                                  |                                  | John Logan (réécritures)         |                                  |
| Scénaristes            |                                    | Vincent Ward (histoire)          |                                  |                                  |                                  |                                  |                                  |
| Musique                | Jerry Goldsmith                    | James Horner                     | Elliot Goldenthal                | John Frizzell                    | Marc Streitenfeld                | Jed Kurzel                       | Benjamin Wallfisch               |
| Montage                | Terry Rawlings                     | Ray Lovejoy                      | Terry Rawlings                   | Hervé Schneid                    | Pietro Scalia                    | Pietro Scalia                    | Jake Roberts                     |
| Montage                | Peter Weatherley                   | Ray Lovejoy                      | Terry Rawlings                   | Hervé Schneid                    | Pietro Scalia                    | Pietro Scalia                    | Jake Roberts                     |
| Montage                | David Crowther (director's cut)    | Ray Lovejoy                      | David Crowther (director's cut)  | Hervé Schneid                    | Pietro Scalia                    | Pietro Scalia                    | Jake Roberts                     |
| Producteurs            | Gordon Carroll                     | Gordon Carroll                   | Gordon Carroll                   | Gordon Carroll                   | Ridley Scott                     | Ridley Scott                     | Ridley Scott                     |
| Producteurs            | David Giler                        | David Giler                      | David Giler                      | David Giler                      | David Giler                      | David Giler                      | Michael A. Pruss                 |
| Producteurs            | Walter Hill                        |                                  |                                  |                                  |                                  |                                  |                                  |
| Producteurs            | Ronald Shusett (délégué)           | Gale Anne Hurd                   | Ezra Swerdlow                    | Bill Badalato                    | Mark Huffam                      | Mark Huffam                      |                                  |
| Producteurs            |                                    |                                  | Sigourney Weaver (co)            | Sigourney Weaver (co)            | Damon Lindelof                   | Michael Schaefer                 |                                  |
| Sociétés de production | 20th Century Fox                   | 20th Century Fox                 | 20th Century Fox                 | 20th Century Fox                 | 20th Century Fox                 | 20th Century Fox                 | 20th Century Fox                 |
| Sociétés de production | Brandywine Productions             |                                  |                                  |                                  |                                  |                                  |                                  |
| Sociétés de production |                                    | SLM Production Group             |                                  |                                  | Scott Free Productions           | Scott Free Productions           | Scott Free Productions           |
| Sociétés de production |                                    |                                  |                                  |                                  | Dune Entertainment               | TSG Entertainment                |                                  |
| Distribution           | 20th Century Fox                   | 20th Century Fox                 | 20th Century Fox                 | 20th Century Fox                 | 20th Century Fox                 | 20th Century Fox                 | 20th Century Fox                 |
| Sortie États-Unis      | 22 juin 1979                       | 18 juillet 1986                  | 22 mai 1992                      | 26 novembre 1997                 | 8 juin 2012                      | 19 mai 2017                      | 16 août 2024                     |
| Sortie États-Unis      | 29 octobre 2003 (director's cut)   | 18 juillet 1986                  | 22 mai 1992                      | 26 novembre 1997                 | 8 juin 2012                      | 19 mai 2017                      | 16 août 2024                     |
| Sortie France          | 12 septembre 1979                  | 8 octobre 1986                   | 26 août 1992                     | 12 novembre 1997                 | 30 mai 2012                      | 10 mai 2017                      | 14 août 2024                     |
| Sortie France          | 13 novembre 2003 (director's cut)  | 8 octobre 1986                   | 26 août 1992                     | 12 novembre 1997                 | 30 mai 2012                      | 10 mai 2017                      | 14 août 2024                     |
| Genres                 | Action, horreur, science-fiction   | Action, horreur, science-fiction | Action, horreur, science-fiction | Action, horreur, science-fiction | Action, horreur, science-fiction | Action, horreur, science-fiction | Action, horreur, science-fiction |
| Durée                  | 116 minutes                        | 137 minutes                      | 114 minutes                      | 108 minutes                      | 124 minutes                      | 122 minutes                      | 119 minutes                      |
| Durée                  | 115 minutes (director's cut)       | 154 minutes (édition spéciale)   | 145 minutes (édition spéciale)   | 116 minutes (édition spéciale)   | 124 minutes                      | 122 minutes                      | 119 minutes                      |
| Pays de production     | États-Unis                         | États-Unis                       | États-Unis                       | États-Unis                       | États-Unis                       | États-Unis                       | États-Unis                       |
| Pays de production     | Royaume-Uni                        | Royaume-Uni                      |                                  |                                  | Royaume-Uni                      | Royaume-Uni                      | Royaume-Uni                      |

## Distribution
| Personnages                   | Films                              | Films                    | Films            | Films                         | Préquelles           | Préquelles                                      | Autre                 |
| ----------------------------- | ---------------------------------- | ------------------------ | ---------------- | ----------------------------- | -------------------- | ----------------------------------------------- | --------------------- |
| Personnages                   | Alien, le huitième passager (1979) | Aliens, le retour (1986) | Alien 3 (1992)   | Alien, la résurrection (1997) | Prometheus (2012)    | Alien: Covenant (2017)                          | Alien: Romulus (2024) |
| Ellen Ripley Ripley Clone n°8 | Sigourney Weaver                   | Sigourney Weaver         | Sigourney Weaver | Sigourney Weaver              |                      |                                                 |                       |
| Dallas Arthur                 | Tom Skerritt                       |                          |                  |                               |                      |                                                 |                       |
| Joan Lambert                  | Veronica Cartwright                |                          |                  |                               |                      |                                                 |                       |
| Samuel Brett                  | Harry Dean Stanton                 |                          |                  |                               |                      |                                                 |                       |
| Ash                           | Ian Holm                           |                          |                  |                               |                      |                                                 |                       |
| Dennis Parker                 | Yaphet Kotto                       |                          |                  |                               |                      |                                                 |                       |
| Gilbert Kane                  | John Hurt                          |                          |                  |                               |                      |                                                 |                       |
| Bishop Michael Bishop II      |                                    | Lance Henriksen          | Lance Henriksen  |                               |                      |                                                 |                       |
| Rebecca « Newt » Jorden       |                                    | Carrie Henn              | Danielle Edmond  |                               |                      |                                                 |                       |
| Dwayne Hicks                  |                                    | Michael Biehn            |                  |                               |                      |                                                 |                       |
| Leonard Dillon                |                                    |                          | Charles Dutton   |                               |                      |                                                 |                       |
| Dr Jonathan Clemens           |                                    |                          | Charles Dance    |                               |                      |                                                 |                       |
| Annalee Call                  |                                    |                          |                  | Winona Ryder                  |                      |                                                 |                       |
| Johner                        |                                    |                          |                  | Ron Perlman                   |                      |                                                 |                       |
| Vriess                        |                                    |                          |                  | Dominique Pinon               |                      |                                                 |                       |
| Elizabeth Shaw                |                                    |                          |                  |                               | Noomi Rapace         | Noomi Rapace (caméo photographique non crédité) |                       |
| Charlie Holloway              |                                    |                          |                  |                               | Logan Marshall-Green |                                                 |                       |
| Meredith Vickers              |                                    |                          |                  |                               | Charlize Theron      |                                                 |                       |
| David                         |                                    |                          |                  |                               | Michael Fassbender   | Michael Fassbender                              |                       |
| Peter Weyland                 |                                    |                          |                  |                               | Guy Pearce           | Guy Pearce                                      |                       |
| Walter                        |                                    |                          |                  |                               |                      | Michael Fassbender                              |                       |
| Daniels                       |                                    |                          |                  |                               |                      | Katherine Waterston                             |                       |
| Christopher Oram              |                                    |                          |                  |                               |                      | Billy Crudup                                    |                       |
| Tennessee                     |                                    |                          |                  |                               |                      | Danny McBride                                   |                       |
| Rain Carradine                |                                    |                          |                  |                               |                      |                                                 | Cailee Spaeny         |
| Kay                           |                                    |                          |                  |                               |                      |                                                 | Isabela Merced        |

## Accueil

### Box-office
| Films                       | Budget        | Recettes          | Recettes        | Recettes        | Entrées    | Réf.              |
| Films                       | Budget        | États-Unis Canada | Reste du monde  | Mondial         | France     | Réf.              |
| --------------------------- | ------------- | ----------------- | --------------- | --------------- | ---------- | ----------------- |
| Alien, le huitième passager | 11 000 000 $  | 80 931 801 $      | 122 700 000 $   | 203 631 801 $   | 2 887 121  | ,                 |
| Aliens, le retour           | 18 000 000 $  | 85 160 248 $      | 98 156 207 $    | 183 316 455 $   | 1 720 593  | ,                 |
| Alien 3                     | 50 000 000 $  | 55 473 545 $      | 104 340 953 $   | 159 814 498 $   | 1 652 838  | ,                 |
| Alien, la résurrection      | 70 000 000 $  | 47 795 658 $      | 113 580 410 $   | 161 376 068 $   | 2 845 095  | ,                 |
| Prometheus                  | 125 000 000 $ | 126 477 084 $     | 276 877 385 $   | 403 354 469 $   | 1 837 125  | ,                 |
| Alien: Covenant             | 97 000 000 $  | 74 262 031 $      | 166 629 732 $   | 240 891 763 $   | 1 291 906  | ,                 |
| Alien: Romulus              | 80 000 000 $  | 105 309 610 $     | 245 440 912 $   | 350 750 522 $   | 1 135 196  | [réf. nécessaire] |
| Totaux                      | 451 000 000 $ | 575 409 617 $     | 1 127 725 599 $ | 1 703 135 216 $ | 13 369 890 | —                 |

### Critique
| Film                        | Allociné             | Rotten Tomatoes     | Metacritic            |
| --------------------------- | -------------------- | ------------------- | --------------------- |
| Alien, le huitième passager | 4,4⁄5 (11 critiques) | 97% (102 critiques) | 83/100 (22 critiques) |
| Aliens, le retour           | NC                   | 98% (63 critiques)  | 87/100 (9 critiques)  |
| Alien 3                     | NC                   | 44% (45 critiques)  | 59/100 (20 critiques) |
| Alien, la résurrection      | 3,4⁄5 (5 critiques)  | 54% (71 critiques)  | 63/100 (21 critiques) |
| Prometheus                  | 3,4⁄5 (22 critiques) | 72% (278 critiques) | 65/100 (42 critiques) |
| Alien: Covenant             | 3,2⁄5 (29 critiques) | 74% (109 critiques) | 64/100 (19 critiques) |
| Alien: Romulus              | 3,4⁄5 (26 critiques) | 80% (395 critiques) | 64/100 (57 critiques) |